# リアン・ロス
リアン・ロス（Lian Ross）は、ドイツのHi-NRG音楽の歌手である。彼女はシルベスターの "Do You Wanna Funk" や、モダン・トーキングの "You're My Heart, You're My Soul." の良質なカバー曲を出した。オリジナルのヒット曲としては "Scratch My Name" があり、他に "Say You'll Never" や "Fantasy" 等もリリースした。また、彼女のヒットしたシングルをチョイスしたアルバム "The Best of and More" が2005年にリリースされた。 最近ヒットしたシングルとしては "Never Gonna Lose" があり、これは2005年12月27日にZYXレコードからリリースされている。

## ディスコグラフィ

### アルバム
- "The Best of and More"

### シングル
- "Fantasy"
- "Never Gonna Lose"
- "Scratch My Name"
- "Say You'll Never"
- "Do You Wanna Funk"
- "You're My Heart, You're My Soul"
- "Fantasy 2004"
- "Never Gonna Lose"